# University of Missouri
University of Missouri, Mizzou, är ett universitet i Columbia i Missouri. Det är det äldsta offentliga universitetet väster om Mississippifloden i USA. Mizzou, som är det största universitetet i delstaten Missouri, är med i American Association of Universities sedan 1908.
Politikern James S. Rollins spelade en central roll bakom grundandet av University of Missouri och ledde insatsen att få verksamheten förlagd i Boone County. Han kallas University of Missouris fader (Father of the University of Missouri).
Bland tidigare studenter kan nämnas skådespelarna Kate Capshaw och Brad Pitt, musikern Sheryl Crow, astronauten Linda M. Godwin, tecknaren Mort Walker, politikerna Ike Skelton och Tim Kaine. Genetikern Barbara McClintock var verksam som forskare vid universitetet åren 1936–1941.